# 花柳病予防法
花柳病予防法（かりゅうびょうよぼうほう、昭和2年4月5日法律48号）は、花柳病伝播の予防に関する日本の法律である。
1927年4月5日公布、1928年9月1日施行。

## 概要
昭和14年、昭和18年に改正され、「性病予防法」（昭和23年法律167号）で廃止された。
業態上花柳病伝播の虞のある者を診療させるため市その他の公共団体に診療所の設置を命じること、伝染の虞のある花柳病に罹ったことを知って売淫をなした者は3月以下の懲役に処すること、ただし伝染防止に付き相当の方法を講じた者はその刑を軽減すること、医師は花柳病に罹った者を診断したときは伝染の危険および伝染の防止の方法を指示すべきこと、花柳病に関する売薬は容器または被包に成分分量を明記しなければ発売することはできないことなどが規定されていた。
1939年（昭和14年）の改正では、花柳病予防法中改正法律（昭和14年3月30日法律第43号）によって、1条2項が新設（旧1条2項は3項に項番繰下げ）され、「花柳病伝播の虞ある者」のほか、「伝染の虞ある花柳病に罹れる者」についても、1条1項の規定により設置される診療所において診療することが認められた。なお、本改正規定は、昭和十四年法律第四十三号（花柳病予防法中改正）施行期日ノ件（昭和14年5月31日勅令第347号）によって、1939年（昭和14年）6月1日から施行された。
1943年（昭和18年）の改正は、薬事法（昭和18年3月12日法律第48号）の制定に伴う改正であり、同法附則57条の規定によって、花柳病に関する売薬について規定した本法7条、8条及び附則2項の規定が削除された。なお、本改正規定は、薬事法施行期日ノ件（昭和18年10月6日勅令第762号）によって、1943年（昭和18年）11月1日から施行された。